# Almog Cohen
Almog Cohen (hebräisch אלמוג כהן, * 1. September 1988 in Beʾer Scheva) ist ein israelischer ehemaliger Fußballspieler.

## Karriere

### Vereine

#### Beginn in Israel
Cohen begann seine Karriere bei Beitar Tubruk und wechselte 2006 zu Maccabi Netanja. 2007 schaffte er den Sprung in die U21-Nationalmannschaft.

#### 1. FC Nürnberg
Im Frühjahr 2010 unterschrieb er einen Dreijahresvertrag beim Bundesligisten 1. FC Nürnberg. In der Hinrunde der Saison 2010/11 kam er regelmäßig zum Einsatz und bestritt am letzten Hinrundenspieltag sein erstes Spiel über 90 Minuten. In der Rückrunde begann er fast immer von Beginn an. Am 29. Januar 2011 (30. Spieltag) erzielte er im Punktspiel gegen den Hamburger SV mit dem Treffer zum 2:0-Endstand seinen ersten Pflichtspieltreffer für den 1. FC Nürnberg. Im April 2011 verlängerte Cohen seinen Vertrag bis zum 30. Juni 2014.

#### Leihe zu Hapoel Tel Aviv
Anfang Februar wurde bekannt, dass Cohen auf eigenen Wunsch hin bis zum Sommer 2013 an den israelischen Fußballverein Hapoel Tel Aviv verliehen wird.

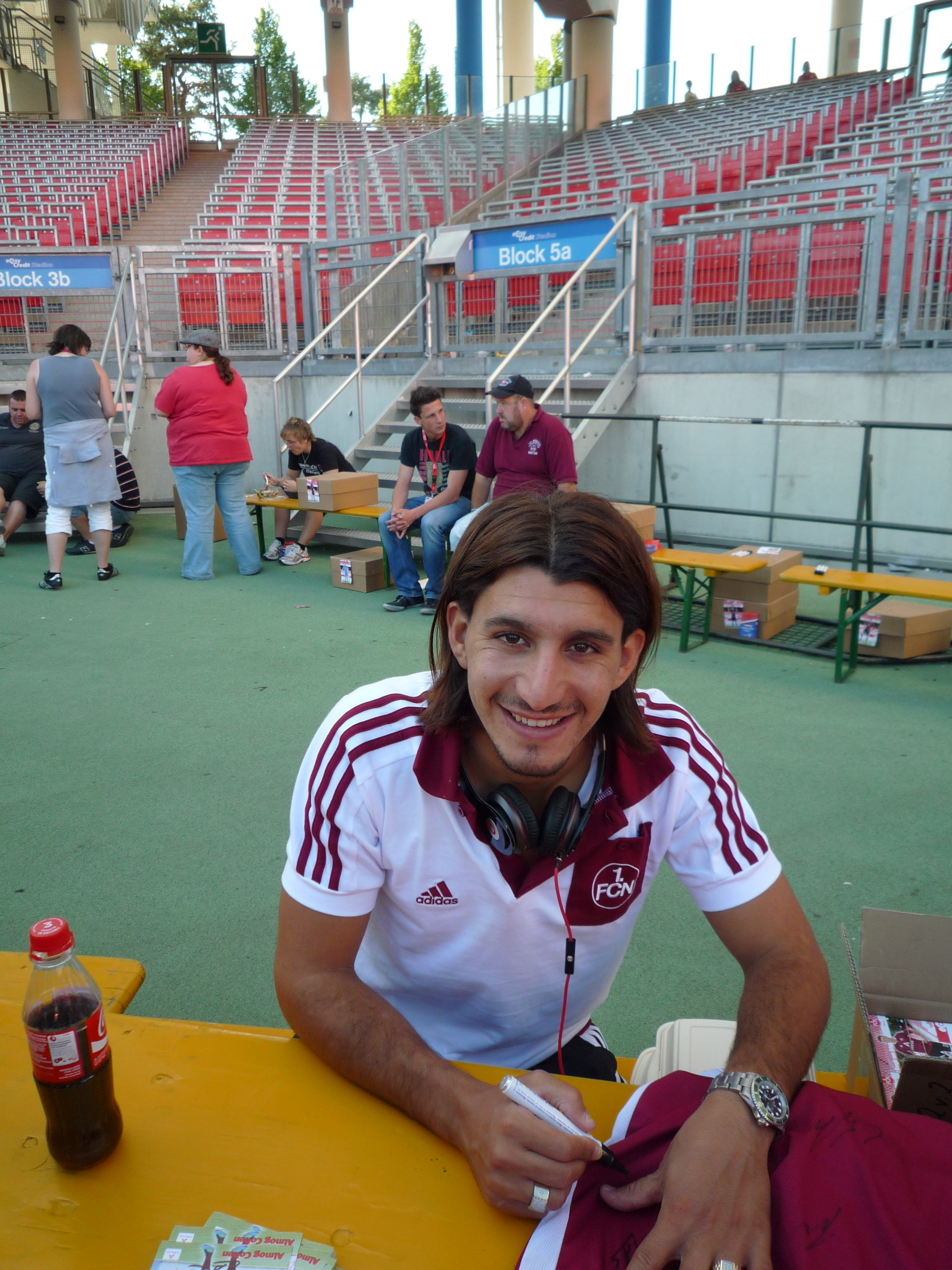
Almog Cohen 2011

#### FC Ingolstadt 04
Der Leihvertrag dauerte nur fünf Monate an, da sich Cohen für den Zweitligisten FC Ingolstadt 04 entschied, welcher ihn mit einem Dreijahresvertrag ausstattete. Die Vertragslaufzeit hatte er trotz des Abstieges seines Vereins in die 2. Bundesliga 2017 vorzeitig um drei Jahre, bis zum 30. Juni 2021, verlängert.

#### Rückkehr in die Heimat
Nach dem Abstieg aus der 2. Bundesliga löste Mannschaftskapitän Cohen im Sommer 2019 seinen Vertrag nach sechs Jahren in Ingolstadt vorzeitig auf und kehrte zu seinem ersten Profiklub Maccabi Netanja zurück. Im Februar 2022 beendete er dort seine Karriere.

### Nationalmannschaft
Am 2. September 2010 wurde Cohen erstmals in die A-Nationalmannschaft Israels berufen. Er debütierte an diesem Tag (über 90 Minuten) im EM-Qualifikationsspiel gegen die Maltesische Nationalmannschaft, das mit einem 3:1-Sieg für Israel endete; seitdem wurde er regelmäßig in die israelische Auswahl berufen.

## Erfolge
- Zweitligameister 2015 und Aufstieg in die Bundesliga (mit dem FC Ingolstadt 04)

## Spielweise
Aufgrund seiner aggressiven Zweikampfführung und seiner äußeren Erscheinung wird er auch Gattuso von Israel genannt, an Anlehnung des italienischen Fußballers Gennaro Gattuso. Tatsächlich bezeichnet Cohen Gattuso als sein Idol und hat sich eine ähnliche Frisur und einen Bart wie der Italiener schneiden lassen.

## Sonstiges
Cohen ist mit 109 Bundesligaspielen (9 Tore) der am häufigsten eingesetzte Spieler aus Israel. (Stand: Saisonende 2018/19)
Sein Start in Deutschland verlief aufgrund fehlender Deutschkenntnisse schwierig. Als gläubiger Jude konnte er sich in den ersten Monaten fast nur vegetarisch ernähren, da es sich schwierig für ihn gestaltete, koscheres Fleisch zu finden. Später erschloss sich ihm eine Bezugsquelle in Frankfurt am Main.
Als Fans von Cohen am 26. April 2015 zu dessen Unterstützung beim Hinspiel gegen 1. FC Union Berlin im Stadion die Fahne seiner Heimat Israel zeigten, ordnete der verantwortliche Polizeiführer zur Gefahrenabwehr das Einrollen der Fahne an. Wegen der großen palästinensischen Gemeinde in Berlin sei keine politische Aussage im Stadion erwünscht. Auf Cohens Nachfrage, ob auch Flaggen anderer Länder verboten seien, antwortete man ihm, dass dies nur die israelische Fahne betreffe. Der Berliner Polizeipräsident entschuldigte sich später für den Vorfall. Abgesehen von diesem Vorfall in Berlin ist Cohen nach eigener Aussage weder Antisemitismus noch Hass begegnet.
Da er am Sabbat eigentlich nicht arbeiten dürfte, sich dieser allerdings mit den Bundesliga-Spieltagen kreuzt, verzichtet er im Ausgleich auf die Verwendung von elektronischen Geräten. Als seine beiden besten Freunde zu Zeiten in Nürnberg bezeichnet er İlkay Gündoğan und Mehmet Ekici.